# Амір аль-мумінін
Амір аль-мумінін (араб. أمير المؤمنين, «князь правовірних»), або Повелитель правовірних — титул халіфів та інших мусульманських правителів. Якщо правитель носить титул амір аль-мумінін, то це означає не лише його політичну владу, але й духовну. 

## Історія
На думку сунітів першим, хто носив титул амір аль-мумінін, був Умар ібн аль-Хаттаб. На думку шиїтів титул був даний Алі ібн Абу Талібу ще під час життя пророка Мухаммеда та належить лише йому. 
Титул амір аль-мумінін носили халіфи з династії Омеядів та Аббасидів, його і досі використовують деякі мусульманські лідери та сучасні арабські монархи. Відповідно до марокканської конституції король Марокко є амір аль-мумінін. 
У 1996 лідер талібів мулла Мухаммед Омар був проголошений амір аль-мумініном та зосередив у своїх руках всю повноту політичної, військової та релігійної влади Афганістану.